# Jean VIII d'Harcourt-Lorraine
Jean VIII de Lorraine, mort en 1473, fut comte titulaire d'Harcourt, comte d'Aumale et baron d'Elbeuf de 1458 à 1473. Il était fils d'Antoine de Lorraine, comte de Vaudémont et sire de Joinville et de Marie, comtesse d'Aumale et baronne d'Elbeuf.
Dès 1448, ses parents lui confient le comté d'Harcourt. En 1449, à l'occasion d'une rupture d'une trêve entre la France et l'Angleterre, il est envoyé par le roi de France Charles VII en ambassade auprès du duc de Bourgogne.
En 1469, il est nommé capitaine d'Angers, puis sénéchal et gouverneur d'Anjou. Il meurt début 1473, sans alliance ni postérité, et ses titres et ses charges reviennent à son neveu René de Vaudémont.

## Sources
- Georges Poull, La Maison ducale de Lorraine, Nancy, Presses universitaires de Nancy, 1991, 575 p. [détail de l’édition] (ISBN 2-86480-517-0)